# Storena flexuosa
Storena flexuosa är en spindelart som först beskrevs av Tamerlan Thorell 1895. Storena flexuosa ingår i släktet Storena och familjen Zodariidae.
Artens utbredningsområde är Myanmar. Inga underarter finns listade i Catalogue of Life.